# Кордич, Дарио
Дарио Кордич (хорв. Dario Kordić; род. 14 декабря 1960; Сараево, Босния и Герцеговина, Югославия) — политический деятель боснийских хорватов, военачальник ХСО (1992—1994). Участник гражданской войны в Югославии, осуждён МТБЮ на 25 лет лишения свободы за военные преступления, совершённые в ходе хорватско-боснийского конфликта.

## Биография
Дарио Кордич родился 14 декабря 1960 года в Сараево. Учился в Сараевском университете, изучал политологию, затем работал журналистом в газете «Vatrostalac». Кордич женился, ростил двоих детей и жил в Бусоваче.
После начала гражданской войны в Югославии 12 ноября 1991 года на заседании в Травнике Мате Бобан и Дарио Кордич сформулировали идею о «вековой мечте хорватов — общем хорватском государстве». 18 ноября 1991 года было провозглашено создание хорватского содружества на территории Боснии и Герцеговины. Хорватское содружество Герцег-Босна должно было стать отдельной политической, культурной, экономической и территориальной единицей на территории Боснии и Герцеговины. Кордич вступает в правую политическую партию боснийских хорватов ХДС.
27 декабря 1991 года состоялась встреча руководства ХДС и ХДС БиГ в Загребе под председательством президента Хорватии Франьо Туджмана. Кордич присутствовал на ней как один из лидеров ХДС БиГ. На этой встрече хорватские политики обсудили будущее хорватских районов Боснии и Герцеговины и пришли к мнению, что если Босния и Герцеговина распадётся, то территории с большинством хорватского населения должны провозгласить независимость, чтобы потом присоединиться к Хорватии.
16 января 1992 года Кордич участвовал в митинге в Бусоваче на котором заявил, что «Бусовача — это хорватская земля» и «мы будем являться неотъемлемой частью нашего дорогого государства Хорватия». После создания Герцег-Босны и вооружённых сил боснийских хорватов, Кордич играл важную роль в командовании ХСО и принятии политический и военных решений. Несмотря на то, что он не был на вершине политической иерархии, Кордич вёл переговоры о прекращении огня, отдавал приказы прямого и косвенного военного значения.
Дарио Кордич сыграл ключевую роль в планировании, организации и реализации военно-политической кампании преследования и «этнических чисток» против боснийских мусульман, особенно в долине Лашвы, а также в Зенице.

## Военные преступления
После окончания Боснийской войны Дарио Кордич был обвинён в совершении военных преступлений. 6 октября 1997 года Кордич сдался Гаагскому трибуналу, однако отказался признавать свою вину. Кордич был обвинён в этнических чистках в Лашванской долине (массовое убийство в Ахмичах) и преступлениях ХСО, под его командованием в районе Зеницы. 26 февраля 2001 года Дарио Кордич был приговорён к 25 годам тюремного заключения. Кордич был признан виновным в нарушении Женевской конвенции, нарушении законов и обычаев войны, преступлениях против человечности.
В июне 2006 года он был переведён в тюрьму в Австрии. В мае 2010 года Кордич подал ходатайство о досрочном освобождении после отбытия половины срока. Однако его предложение было отклонено по причине серьёзности совершённых преступлений и трёх дисциплинарных нарушений, во время отбывания наказания.